# Makoto Nakamura
Makoto Nakamura (中村 誠, Nakamura Makoto) est un scénariste japonais d'anime né le 16 avril 1970 à Saitama (préfecture de Saitama, Japon). 

## Filmographie
- Unico (film, 1981)
- Tenchi Muyo Movie 3 (film, 1999)
- Kanon (TV, 2008)
- Mizuiro (OAV, 2003)
- Sugar Sugar Rune (TV, 2003)
- Bleach (TV, 2004)
- Air (film, 2005)
- The Snow Queen (TV, 2005)
- Coyote Ragtime Show (TV, 2006)
- Koi suru Tenshi Angelique: Kokoro no Mezameru Toki (TV, 2006)
- Clannad (film, 2007)
- Shugo Chara! (TV, 2007)
- Noramimi (TV, 2008)
- Telepathy Shōjo Ran (TV, 2008)
- Noramimi 2 (TV, 2008)